# Vipera
Vipera es un género de serpientes venenosas de la familia Viperidae,  distribuidas por la región Paleártica (Europa, norte de Asia y el África mediterránea). Se llaman comúnmente víboras. 
En España se producen al año entre 100 y 150 ingresos por mordeduras de víboras.

## Especies

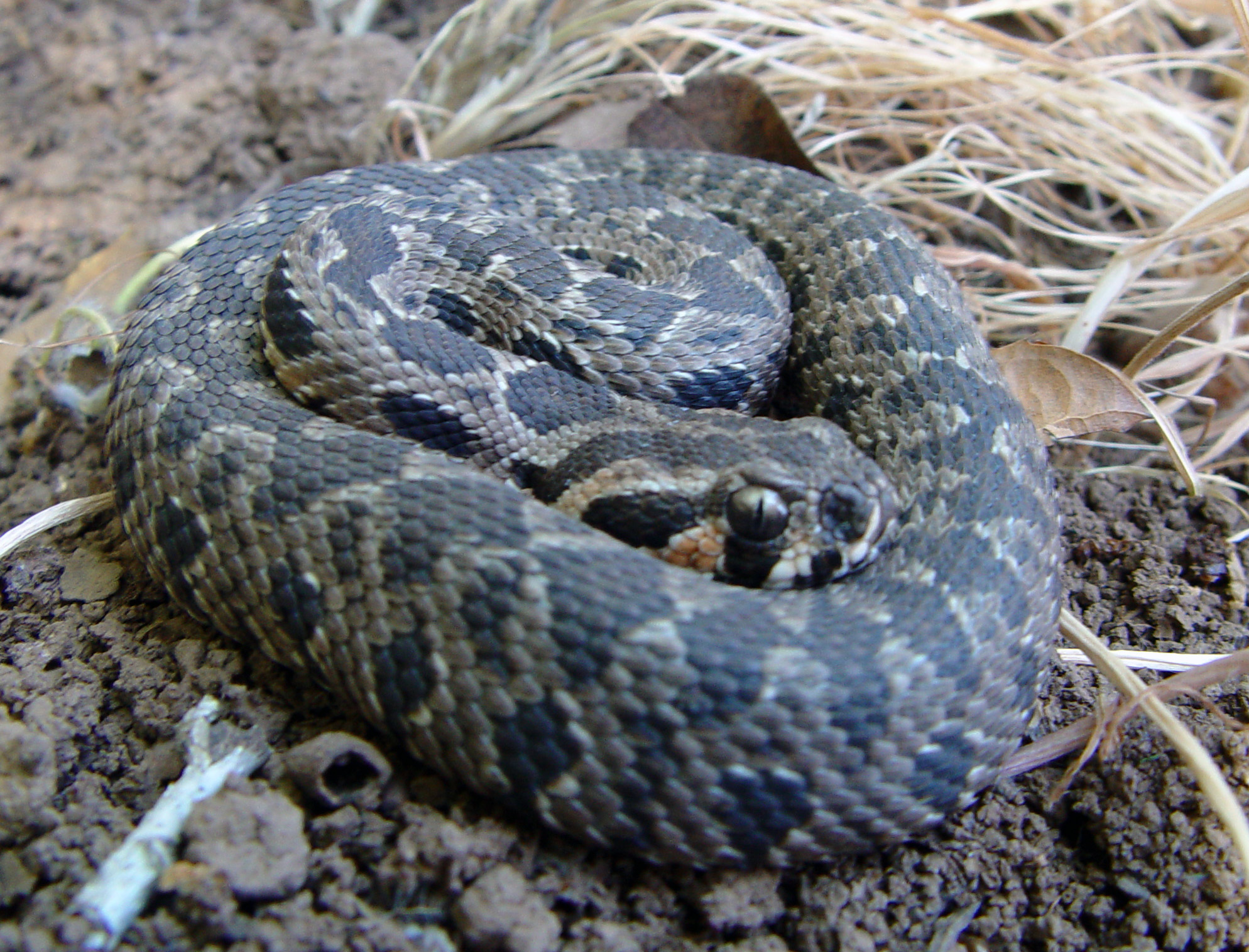
Vipera palaestinae

Según The Reptile Database:
- Vipera albicornuta Nilson y Andrén, 1985
- Vipera albizona Nilson, Andrén y Flärdh, 1990
- Vipera altaica Tuniyev, Nilson & Andrén, 2010
- Vipera ammodytes (Linnaeus, 1758)
- Vipera aspis (Linnaeus, 1758)
- Vipera barani Böhme et Joger, 1984
- Vipera berus (Linnaeus, 1758)
- Vipera bornmuelleri Werner, 1898
- Vipera bulgardaghica Nilson y Andrén, 1985
- Vipera darevskii Vedmederja, Orlov y Tunyev, 1986
- Vipera dinniki Nikolsky, 1913
- Vipera kaznakovi Nikolsky, 1909
- Vipera latasti Bosca, 1878
- Vipera latifii Mertens, Darevsky y Klemmer, 1967
- Vipera lotievi Nilson, Tuniyev, Orlov, Hoggren y Andrén, 1995
- Vipera magnifica Tuniyev & Ostrovskikh, 2001
- Vipera monticola Saint-Girons, 1954
- Vipera nikolskii Vedmederja, Grubant y Rudayeva, 1986
- Vipera olguni[3] Tuniyev, Avcı, Tuniyev, Agasian & Agasian, 2012
- Vipera orlovi Tuniyev & Ostrovskikh, 2001
- Vipera palaestinae Werner, 1938
- Vipera pontica Billing, Nilson y Sattler, 1990
- Vipera raddei Boettger, 1890
- Vipera seoanei Lataste, 1879
- Vipera ursinii (Bonaparte, 1835)
- Vipera wagneri Nilson y Andrén, 1984
- Vipera xanthina (Gray, 1849)